# Jovellanos
Jovellanos ist eine Stadt und ein Municipio in der Provinz Matanzas in Kuba, unterteilt in die Barrios Asunción, Isabel, Realengo und San José.
1842 wurde die Siedlung als Corral de la Bemba gegründet. Zu Ehren des Staatsmanns und Schriftstellers Gaspar Melchor de Jovellanos erhielt sie 1870 ihren jetzigen Namen. Im selben Jahr wurde sie zur Villa aufgestuft.

## Söhne und Töchter der Stadt
- Roberto Balado (1969–1994), Boxer
- Sahily Diago (* 1995), Mittelstreckenläuferin
- Ernesto Duarte Brito (1922–1988), Pianist, Komponist und Bandleader
- Iraida Garcia (* 1989), Radrennfahrerin
- Georgina Herrera (1936–2021), Schriftstellerin
- Esteban Lazo (* 1944), Politiker
- Juan Padrón (1947–2020), Animationsfilmregisseur